# Hipposaurus
Hipposaurus è un genere estinto di terapsidi, appartenente ai biarmosuchi. Visse nel Permiano medio (circa 262 - 260 milioni di anni fa) e i suoi resti fossili sono stati ritrovati in Sudafrica.

## Descrizione
Questo animale era di medie dimensioni, dotato di un corpo snello e di zampe allungate; in generale, Hipposaurus poteva superare il metro e venti di lunghezza. 

### Cranio
Il cranio era lungo circa 20 centimetri, e possedeva un muso stretto e allungato, dal profilo alto. La larghezza intertemporale era molto superiore a quella interorbitale, e le fosse temporali erano probabilmente piccole. Il preparietale era di piccole dimensioni, stretto e allungato. Il forame pineale era situato molto posteriormente (vicino al margine del versante occipitale) e sopraelevato tramite una sporgenza molto alta e verticale, che formava una sorta di camino. La parte posteriore del cranio, inoltre, era singolarmente abbassata. Il margine superiore dell'orbita si elevava al di sopra del livello generale del cranio. La formula dentaria superiore era costituita da cinque incisivi, un canino e dai tre ai sette denti postcanini. 
In vista occipitale, il cranio era molto alto; l'osso quadrato era piuttosto grande, e su di esso si articolava la staffa, particolarmente lunga e sottile. L'osso squamoso era molto alto e relativamente stretto. Il foramen magnum era piuttosto grande. Il condilo era unico, come anche nei gorgonopsi. 

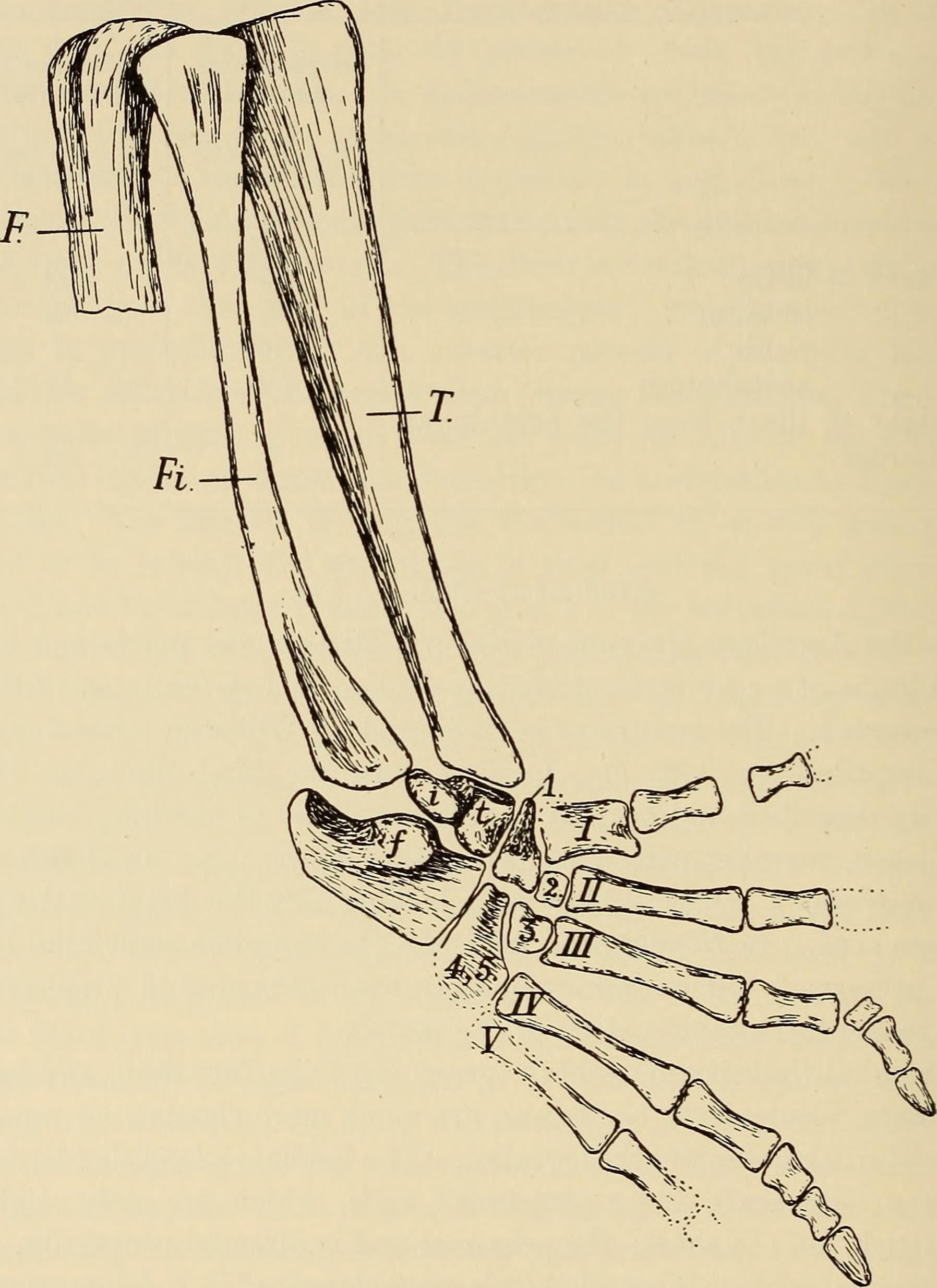
Zampa posteriore destra di Hipposaurus boonstrai

### Scheletro postcranico
Erano presenti sette vertebre cervicali, con un pro-atlante. L'arco dell'atlante era composto da due metà non fuse fra loro; l'intercentro, di grande taglia, e il pleurocentro non erano fusi; le costole erano dotate di due teste, che si articolavano con una diapofisi sull'arco dell'atlante e con una faccetta parapofisale sull'intercentro. Le vertebre cervicali erano dotate di una notevole chiglia ventrale al centro. Erano presenti 15 vertebre tipicamente dorsali e 6 "lombari"; queste ultime diminuivano in altezza e larghezza, con diapofisi che divenivano sempre più gracili e prive di faccetta articolare per le costole. Queste vertebre erano forse prive di costole oppure sorreggevano piccole costole a una sola testa. Le 15 dorsali non possedevano intercentro, mentre quelle lombari ne possedevano uno sviluppato quanto quelle cervicali. I centri vertebrali erano anficeli (a doppia cavità), e la loro lunghezza aumentava progressivamente verso il capo dell'animale. Le spine neurali erano più corte e compresse di quelle presenti in Aelurognathus. Erano presenti tre vertebre sacrali a supporto dell'ilio, fortemente fuse fra loro ma non completamente. Le vertebre avevano costole sacrali, che si saldavano alla superficie postero-interna dell'ilio. La coda era composta da 26 vertebre, dalle spine neurali basse e meno compresse rispetto alle vertebre dorsali. Le costole dorsali erano lunghe e gracili, a doppia testa. 
Il cinto pettorale era dotato di una scapola molto estesa, senza processo dell'acromion né fossa sopraspinosa, simile a quella dei rettili. Procoracoide, coracoide, clavicola e interclavicola assomigliavano a quelli di Lycaenops. L'interclavicola era di una forma particolare ed era priva della chiglia tipica dei gorgonopsi; probabilmente ciò indicava un minor sviluppo dei muscoli pettorali. Lo sterno era di forma ovale, come in Aelurognathus. Le zampe anteriori erano caratterizzate da radio, ulna e soprattutto omero particolarmente allungati. 
Il cinto pelvico era caratterizzato da processi iliaci diseguali; non vi era forame pubico ma una sorta di incavo, il cui margine posteriore era formato dall'ischio. rispetto all'ischio, il pube era lungo e dal bordo superiore molto robusto. Le zampe posteriori erano snelle rispetto a quelle dei gorgonopsidi. Il tarso era caratterizzato da due soli elementi prossimali (un grande fibulare e un altro osso costituito da intermediale e fibulare fusi insieme), da quattro elementi distali (il quarto e il quinto metatarso erano fusi). Il primo osso del tarso era molto grande, e forse era fuso con l'osso centrale. I metatarsi erano lunghi e gracili (a eccezione del primo) ed erano presenti quattro falangi nel terzo e nel quarto dito. 

## Classificazione
Inizialmente Hipposaurus è stato classificato come un membro arcaico e particolarmente gracile dei gorgonopsidi, ma successivamente sono state messe in luce le sue parentele con Biarmosuchus della Russia ed è stato quindi ascritto ai biarmosuchi, un gruppo di terapsidi arcaici solitamente di dimensioni modeste. A lungo classificato all'interno della famiglia Ictidorhinidae assieme ad altri biarmosuchi come Ictidorhinus, Hipposaurus è stato in seguito considerato una forma più basale rispetto a quest'ultimo, e la famiglia Ictidorhinidae è stata ritenuta parafiletica (Day et al., 2018).

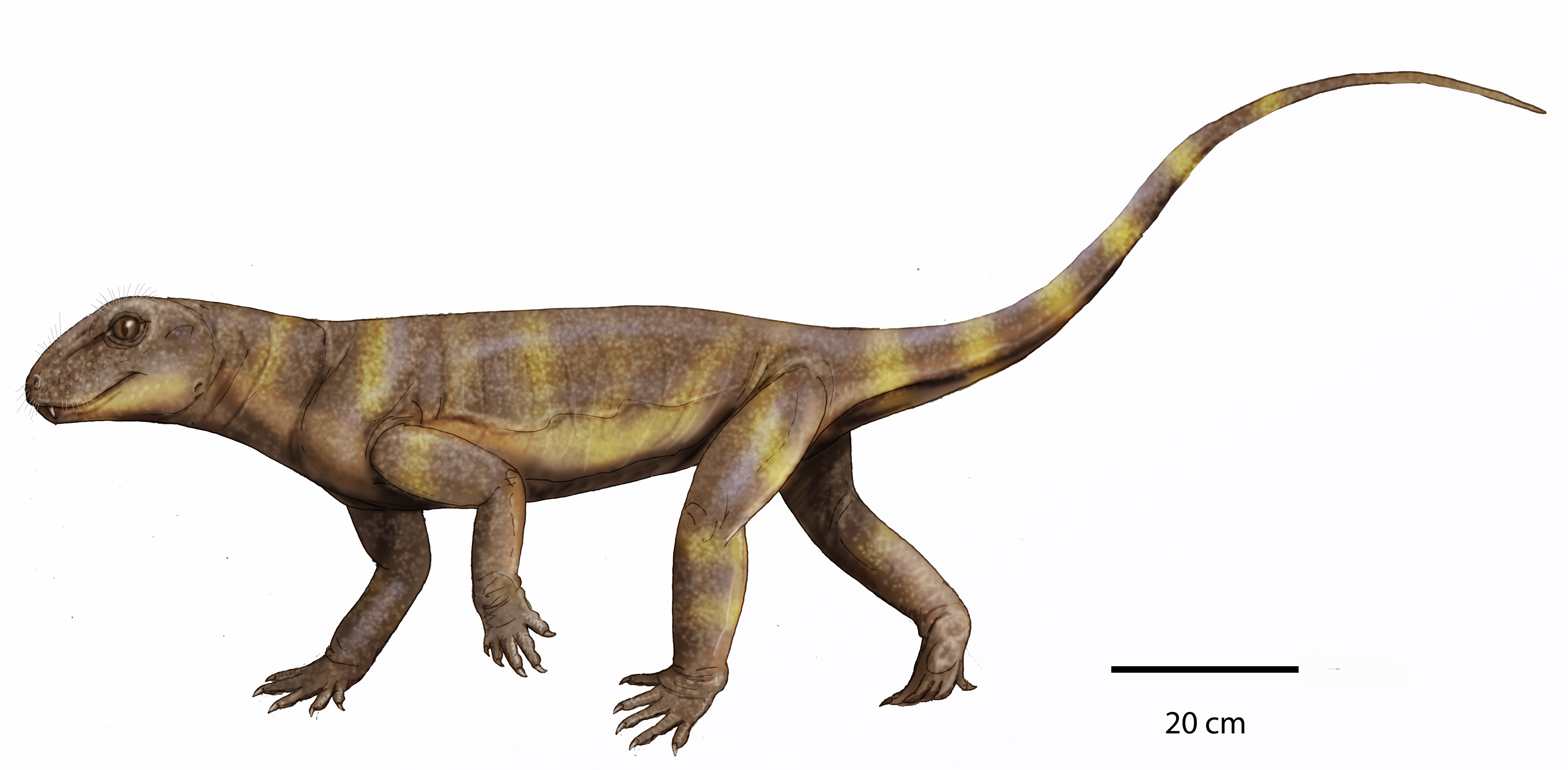
Ricostruzione di Hipposaurus boonstrai

Hipposaurus venne descritto per la prima volta da Haughton nel 1929, sulla base di resti fossili risalenti alla fine del Permiano medio ("Zona a Tapinocephalus") del Sudafrica. La specie tipo è Hipposaurus boonstrai, i cui fossili vennero ritrovati nella zona di Beaufort West. Nella stessa zona Boonstra in seguito rinvenne un secondo fossile, da lui descritto come H. major ma probabilmente identico alla specie tipo. Nel 1970 Sigogneau descrisse la specie H. brinki, rinvenuta nei pressi di Rietfontein in Sudafrica in terreni coevi; tuttavia questa specie, vista la cattiva conservazione dei resti, potrebbe non essere una specie valida.